# 菊村憂

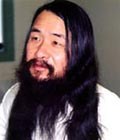
2004年

菊村 憂（きくむら ゆう、1947年 - ）は、日本赤軍のテロリスト。宮崎県出身、宮崎県立小林高等学校卒、東京外国語大学中退。
1974年に渡欧、ギリシャのアテネで書店を経営し、現地の日本人会にも溶け込んでいた。その傍ら1980年代に日本赤軍が拠点を置いていたレバノン・ベカー高原で軍事訓練を受けており、爆弾製造技術を持っていたため、他の訓練参加者にその技術を教える立場でもあったとされる。
1986年にオランダのスキポール空港で荷物の中に爆弾が発見され逮捕。国外追放処分となって日本に送還されたが、細かい規定のため結局釈放された。
1988年4月12日、米ニュージャージー・ターンパイク有料高速道路のサービスエリアで、菊村を挙動不審に思った州警察官によって逮捕された。菊村は火薬を詰めた18インチ（46cm）のパイプ爆弾3本を所持していた。検察官によると、菊村は2年前（1986年）にアメリカ合衆国がリビア爆撃を行った日（4月14日、15日）を狙って、マンハッタン最南端の退役軍人庁にある軍人勧誘事務所を爆破する計画を立てていた。
菊村は爆破装置の州間輸送や旅券法の違反といったいくつかの訴因で起訴された。規定事実に関する裁判官の審理を経て、1988年11月29日有罪宣告。懲役262ヶ月（21年10ヶ月）の判決を受け、2007年4月18日までコロラド州フローレンスにある、最厳重警備の連邦刑務所、ADXフローレンス刑務所で服役した。
刑期を終え出所した菊村は米国の国内法に基づき翌19日に日本に強制送還された。警視庁公安部は成田空港で、ニュージャージー州の高速道路にて警察による職務質問を受けた際、偽の国際運転免許証を提示したとして、帰国直後の菊村を偽造有印公文書行使の容疑で逮捕した。10月25日、東京地裁は偽造有印公文書行使により懲役2年、執行猶予4年の有罪判決を言い渡した。2012年、執行猶予満了。